# Dilochia parviflora
Dilochia parviflora är en orkidéart som beskrevs av Johannes Jacobus Smith. Dilochia parviflora ingår i släktet Dilochia och familjen orkidéer. Inga underarter finns listade i Catalogue of Life.